# Leonardo Del Vecchio
Pour les articles homonymes, voir Del Vecchio.
Leonardo Del Vecchio, né le 22 mai 1935 à Milan (Italie) et mort le 27 juin 2022 dans la même ville,, est un entrepreneur italien, fondateur et président de Luxottica, le plus grand fabricant et vendeur dans le monde de lunettes et de lentilles, avec environ 82 000 employés et plus de 7 000 magasins.
Selon le magazine Forbes, avec un patrimoine net de 25,1 milliards de dollars en 2022, Leonardo Del Vecchio était le deuxième homme le plus riche d'Italie après Giovanni Ferrero et le 52e au classement mondial.
Il était également actionnaire d'UniCredit, de Generali et de Covivio, l'ex-Foncière des régions.

## Biographie
Leonardo Del Vecchio est né à Milan en 1935 dans une famille d'émigrants des Pouilles, il a passé son enfance dans un orphelinat de Milan. Travaillant dès son plus jeune âge, il a débuté comme apprenti dans une fabrique d'outils à Milan. En 1961, il rejoint la ville d'Agordo, dans la province de Belluno en Vénétie, et fonde à partir de rien à l'âge de 26 ans la société Luxottica.
L'entreprise s'est imposée au fil des ans comme le géant mondial des lunettes, jusqu'à sa fusion avec le géant des verres Essilor en 2017 pour former EssilorLuxottica.
Deuxième homme le plus riche d'Italie selon le classement de Forbes, il a été décoré Cavaliere del Lavoro en 1986. Figure de proue de la scène financière italienne, Del Vecchio était également le principal actionnaire de Mediobanca, avec une participation de 19,4 %.
Leonardo Del Vecchio est mort le 27 juin 2022 à l'âge de 87 ans à  l'hôpital San Raffaele de Milan où il était hospitalisé depuis plusieurs semaines. Sa mort aurait été causée par une pneumonie sans rapport avec la Covid 19.
Leonardo Del Vecchio a laissé la majeure partie de l’empire qu’il avait construit à ses six enfants (Claudio, Paola, Luca, Marisa, Leonardo Maria et Clemente), qui détiennent chacun 12,5 % du capital de Delfin.